# Primeira Divisão 1994-1995
La Primeira Divisão 1994-1995 è stata la 57ª edizione della massima serie del campionato portoghese di calcio e si è conclusa con la vittoria del Porto, al suo quattordicesimo titolo.
Capocannoniere del torneo è stato Hassan Nader (Farense) con 21 reti.

## Classifica finale
|    | Classifica        | Pt | G  | V  | N  | P  | GF | GS |
| -- | ----------------- | -- | -- | -- | -- | -- | -- | -- |
| 1  | Porto             | 62 | 34 | 29 | 4  | 1  | 73 | 15 |
| 2  | Sporting          | 53 | 34 | 22 | 9  | 3  | 57 | 22 |
| 3  | Benfica           | 49 | 34 | 22 | 5  | 7  | 61 | 28 |
| 4  | Vitória Guimarães | 42 | 34 | 16 | 10 | 8  | 54 | 43 |
| 5  | Farense           | 37 | 34 | 16 | 5  | 13 | 44 | 38 |
| 6  | Leiria            | 36 | 34 | 13 | 10 | 11 | 41 | 44 |
| 7  | Marítimo          | 35 | 34 | 12 | 11 | 11 | 41 | 45 |
| 8  | Tirsense          | 34 | 34 | 14 | 6  | 14 | 35 | 34 |
| 9  | Boavista          | 32 | 34 | 12 | 8  | 14 | 40 | 49 |
| 10 | Braga             | 32 | 34 | 11 | 10 | 13 | 34 | 42 |
| 11 | Salgueiros        | 29 | 34 | 11 | 7  | 16 | 43 | 50 |
| 12 | Belenenses        | 27 | 34 | 10 | 7  | 17 | 30 | 39 |
| 13 | Gil Vicente       | 27 | 34 | 7  | 13 | 14 | 30 | 40 |
| 14 | Chaves            | 27 | 34 | 10 | 7  | 17 | 33 | 49 |
| 15 | Estrela Amadora   | 26 | 34 | 6  | 14 | 14 | 27 | 40 |
| 16 | União Madeira     | 24 | 34 | 7  | 10 | 17 | 30 | 54 |
| 17 | Beira-Mar         | 21 | 34 | 8  | 5  | 21 | 33 | 54 |
| 18 | Vitória Setúbal   | 19 | 34 | 3  | 13 | 18 | 25 | 45 |

### Verdetti
- Porto campione di Portogallo 1994-1995.
- Porto qualificato alla fase a gironi della UEFA Champions League 1995-1996
- Sporting Lisbona qualificato alla fase a gironi della Coppa delle Coppe 1995-1996
- Benfica,  Vitória Guimarães e  Farense qualificate al primo turno della Coppa UEFA 1995-1996.
- União Madeira,  Beira-Mar e  Vitória Setúbal retrocesse in Segunda Liga 1995-1996.

## Classifica marcatori
| Gol |  |  | Giocatore                  | Squadra      |
| --- |  |  | -------------------------- | ------------ |
| 21  |  |  | Hassan Nader               | Farense      |
| 19  |  |  | Domingos                   | Porto        |
| 17  |  |  | Marcelo                    | Tirsense     |
| 16  |  |  | Artur Oliveira             | Boavista     |
| 15  |  |  | Edmilson Gonçalves Pimenta | Salgueiros   |
| 14  |  |  | Isaías                     | Benfica      |
| 14  |  |  | Edinho                     | Chaves       |
| 14  |  |  | Paulo Alves                | Marítimo     |
| 12  |  |  | Nélson Bertolazzi          | União Leiria |
| 11  |  |  | Alex Bunbury               | Marítimo     |